# 프레볼트

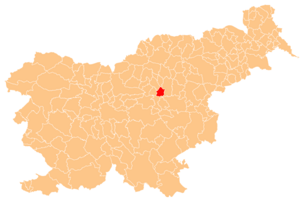
프레볼트의 위치

프레볼트(슬로베니아어: Prebold, 독일어: Pragwald 프라크발트[*])는 슬로베니아의 도시로 면적은 40.7km2, 인구는 4,507명(2002년 기준), 인구 밀도는 110.7명/km2이다.